# سامو هابر
سامو هابر (انگلیسی: Samu Haber؛ زادهٔ ۲ آوریل ۱۹۷۶) خواننده، ترانه‌سرا، نوازنده و از سال ۲۰۱۳ داور مسابقه صدای آلمان اهل فنلاند است.
او گروه سانرایز را در سال ۱۹۹۲ تأسیس کرد که از سال ۲۰۰۲ آن را به سانرایز اونیو تغییر نام داد.